# Кас (окръг, Айова)
Вижте пояснителната страница за други населени места с името Кас.
Окръг Кас (на английски: Cass County) е окръг в щата Айова, Съединени американски щати. Площта му е 1461 квадратни километра, а населението – 12 836 души (по изчисления за юли 2019 г.). Административен център е град Атлантик.